# Berlinale 1958
La Berlinale 1958 était la 8e édition du festival du film de Berlin, qui s'est déroulée du 27 juin 1958 au 8 juillet 1958.

## Jury
- Frank Capra  États-Unis, président du jury
- Jean Marais  France
- Willy Haas  Allemagne
- Duilio Coletti  Italie
- Gerhard Lamprecht  Allemagne
- Gerhard T. Buchholz  Allemagne
- Leopold Reitemeister  Allemagne
- Michiko Tanaka  Japon
- Paul Rotha  Royaume-Uni
- L.B Rao  Inde
- J. Novais Teixeira  Portugal

## Palmarès
- Ours d'or : Les Fraises sauvages de Ingmar Bergman
- Ours d'argent du meilleur acteur : Sidney Poitier dans La Chaîne de Stanley Kramer
- Ours d'argent de la meilleure actrice : Anna Magnani dans Car sauvage est le vent de George Cukor
- Ours d'argent du meilleur réalisateur : Tadashi Imai pour Un amour pur (Jun'ai monogatari)
- Ours d'argent extraordinaire : V. Shantaram pour Deux yeux, douze mains (Do Aankhen Barah Haath)